# KV30
KV30 es una tumba egipcia del llamado Valle de los Reyes, situado en la orilla oeste del Nilo, a la altura de la moderna ciudad de Luxor. Ignoramos quién pudo ser el destinatario -o destinatarios- de este curioso sepulcro, pues no se han encontrado restos de ningún nombre, ni decoración que desvele identidad alguna. Aun así, parece estar claro que la construcción de este enterramiento data de la dinastía XVIII.

## Situación
KV30 se encuentra en la parte sur del Valle, a sólo cuarenta metros de la entrada de KV32. Algo más cerca de ella se hallan las entradas de las pequeñas KV31 y KV40, mientras que la tumba real más próxima resulta ser KV47, aunque su entrada está situada más de 90° en sentido antihorario de la tumba que nos ocupa el presente artículo.
Aunque están muy separadas entre sí, este sepulcro guarda muchas semejanzas con KV27, tanto en su extraña planta con numerosas habitaciones en torno a una única cámara, como en su datación, en torno a los reinados de Thutmose IV o Amenhotep III. Ambos enterramientos parecen ser miniaturas de otras tumbas colectivas de mayor envergadura, como KV12 o su máximo exponente, la enorme KV5.
Sin embargo, KV30 difiere de KV27 en su planta irregular y en su apariencia descuidada. El lugar está sólo parcialmente excavado, las paredes no están en absoluto perfiladas y las estancias son todo menos rectangulares, todo lo contrario de la otra tumba. Aun así, KV30 presenta la novedad de añadir, entre la pequeña entrada y la habitación central un corredor ligeramente torcido respecto a un supuesto eje recto. Anexas a la cámara encontramos además cuatro habitaciones: dos a la izquierda, una de frente y otra a la derecha, esta con una columna, según entramos en el lugar. Todas ellas, al igual que el resto de la tumba, carecen de decoración, y su estructura ha resultado muy dañada con el paso del tiempo.

## Excavación

Plano de la tumba KV30

La primera mención que tenemos de la tumba catalogada como número 30 del Valle de los Reyes data de 1817, cuando fue descubierta por Giovanni Battista Belzoni, al servicio del Conde Belmore por aquel entonces (de ahí que sea conocida con el sobrenombre de la Tumba de Lord Belmore). Al parecer incluso se llegaron a producir labores de excavación, pero por el estado actual de la tumba es muy probable que se redujeran a un mero desescombro de algunas salas. Se cree que el sarcófago donado por Belmore al Museo Británico fue hallado en este lugar, o quizás en la vecina KV31, pero no hay datos fiables y aun así ignoramos la identidad de este potencial ocupante de la tumba.
Tras el paso de Belzoni, KV30 no ha vuelto a ser visitada por una expedición destinada a desescombrarla, y aún en la actualidad la primera parte del sepulcro está casi impracticable. El paso de James Burton o de Victor Loret por ella a lo largo del siglo XIX no condujo a nada de interés, excepto a los únicos mapas fiables del lugar. No se ha hallado mención alguna de quién pudo ser enterrado allí, y lo único que cabe es conjeturar acerca de si fue utilizada por varios miembros de la familia real de la dinastía XVIII como tumba colectiva.